# Eletrônica de estado sólido

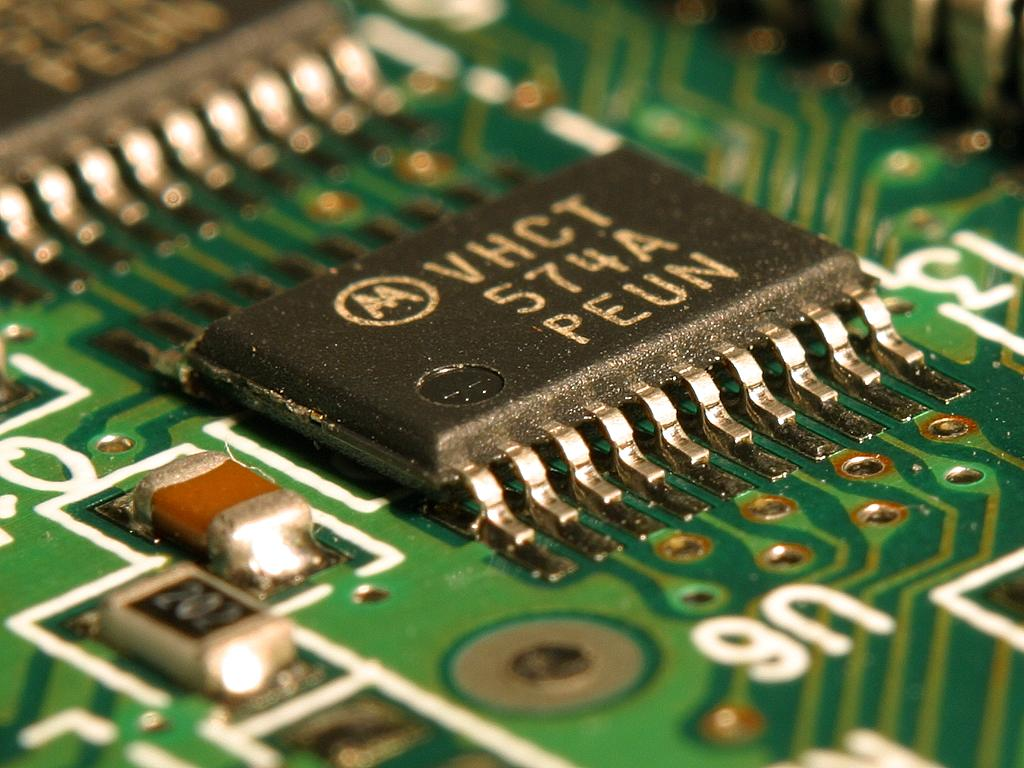
Um circuito integrado (IC) em uma placa de circuito impresso. Isso é chamado de circuito de estado sólido porque toda a ação elétrica no circuito ocorre dentro de materiais sólidos.

Eletrônica de estado sólido significa eletrônica de semicondutores, ou seja, equipamentos eletrônicos usando dispositivos semicondutores, como transistores, diodos e circuitos integrados (CIs). O termo também é usado para dispositivos nos quais os eletrônicos semicondutores que não possuem partes móveis substituem dispositivos com partes móveis, como o relé de estado sólido, no qual comutadores de transistor são usados no lugar de um relé eletromecânico de braço móvel ou a unidade de estado sólido (SSD), um tipo de memória semicondutora usada em computadores para substituir unidades de disco rígido, que armazenam dados em um disco rotativo.
O termo "estado sólido" tornou-se popular no início da era dos semicondutores, na década de 1960, para distinguir essa nova tecnologia baseada no transistor, no qual a ação eletrônica dos dispositivos ocorria em estado sólido, dos equipamentos eletrônicos anteriores que usavam tubos de vácuo, em que a ação eletrônica ocorria em um estado gasoso. Um dispositivo semicondutor trabalha controlando uma corrente elétrica que consiste em elétrons ou orifícios que se movem dentro de uma peça cristalina sólida de material semicondutor como o silício, enquanto os tubos de vácuo termiônicos substituídos funcionavam controlando a corrente conduzida por um gás de partículas, elétrons ou íons, movendo-se no vácuo dentro de um tubo selado.